# Cabu (socken)
Cabu (kinesiska: 察布, 察布乡) är en socken i Kina. Den ligger i den autonoma regionen Tibet, i den sydvästra delen av landet, omkring 760 kilometer nordväst om regionhuvudstaden Lhasa. Antalet invånare är 3 719. Befolkningen består av 1 812 kvinnor och 1 907 män. Barn under 15 år utgör 33 %, vuxna 15-64 år 61 %, och äldre över 65 år 4,0 %.
Genomsnittlig årsnederbörd är 207 millimeter. Den regnigaste månaden är juli, med i genomsnitt 85 mm nederbörd, och den torraste är december, med 1 mm nederbörd.